# جواد نکونام
جواد نکونام (زادهٔ ۱۶ شهریور ۱۳۵۹) بازیکن سابق و سرمربی اهل فوتبال ایران است.
جواد نکونام با حضور در ۱۴۹ بازی ملی، رکورددار بیش‌ترین بازی ملی و بیشترین کاپیتانی در تیم ملی فوتبال ایران است.
جواد نکونام سابقه بازی در تیم‌های پاس تهران، اوساسونا اسپانیا، استقلال تهران، الوحده امارات، الشارجه امارات، الکویت کویت، سایپا تهران و العربی قطر را دارد.

## زندگی
جواد نکونام در ۱۶ شهریور ۱۳۵۹ در گلپایگان به دنیا آمد، او از ۷ سالگی مدتی در فردیس کرج و حالا در سعادت آباد تهران زندگی می‌کند، پدرش در نیروی هوایی کار می‌کرد و مادرش خانه‌دار بود. او فرزند سوم خانواده است و سه برادر دارد. جواد نکونام در سال ۱۳۹۱ ازدواج کرده است. ثمرهٔ این ازدواج، یک پسر متولد ۱۳۹۲ به نام آریان و یک دختر متولد ۱۳۹۵ به نام آرینا می‌باشد.

## عملکرد باشگاهی

### پاس تهران

#### فصل ۷۸–۱۳۷۷
جواد نکونام در سال ۱۳۷۷؛ به تیم پاس تهران پیوست. پاس در نخستین حضور نکونام در این تیم، در پایان فصل ۷۸– ۱۳۷۷ در رده پنجم جدول جام آزادگان قرار گرفت.

#### فصل ۷۹–۱۳۷۸
جواد نکونام در دومین فصل حضور در پاس تهران، همراه با این تیم، در رتبه هفتم جدول رقابت‌های جام آزادگان قرار گرفت.

#### فصل ۸۰–۱۳۷۹
جواد نکونام در سومین فصل حضور در پاس تهران همراه با این تیم، در رتبه ششم جدول رقابت‌های جام آزادگان قرار گرفت.

#### فصل ۸۱–۱۳۸۰
جواد نکونام در چهارمین فصل حضور در پاس تهران، برای این تیم ۴ گل به ثمر رساند. با پایان رقابت‌ها نخستین دوره لیگ برتر در فصل ۸۱–۱۳۸۰؛ پاس در رتبه چهارم جدول رده‌بندی این رقابت‌ها قرار گرفت.

#### فصل ۸۲–۱۳۸۱
نکونام در پنجمین فصل حضور در پاس تهران همراه با این تیم، عنوان نایب‌قهرمانی دومین دوره لیگ برتر را کسب کرد. او در این فصل از رقابت‌ها، ۷ بار برای تیم پاس در مسابقات لیگ برتر گل‌زنی کرد.

#### فصل ۸۳–۱۳۸۲
جواد نکونام پس از شش فصل حضور درپاس تهران، همراه با این تیم؛ عنوان قهرمانی مسابقات لیگ برتر را به دست آورد. نکونام در رقابت‌های لیگ برتر ۱۰ گل برای تیم پاس به ثمر رساند. او در بازی هفته اول لیگ مقابل استقلال تهران که با تساوی ۲–۲ به پایان برسد، اولین گل خود را در رقابت‌های لیگ برتر به ثمر رساند.

#### فصل ۸۴–۱۳۸۳
جواد نکونام در هفتمین فصل حضور در پاس تهران همراه با این تیم، عنوان ششم لیگ برتر را کسب کرد. او در این فصل از رقابت‌های لیگ برتر؛ ۹ بار برای پاس گل‌زنی کرد.
پاس که در پایان رقابت‌های فصل گذشته لیگ برتر جواز حضور در رقابت‌های لیگ قهرمانان آسیا را به دست آورده بود، پس از صعود از مرحله گروهی، در دور یک‌چهارم‌نهایی این رقابت‌ها در مجموع دو بازی رفت‌وبرگشت مغلوب العین امارات شد و از دور رقابت‌ها کنار رفت. نکونام در مرحله گروهی این رقابت‌ها ۴ بار برای پاس گل‌زنی کرد (۲ گل از روی نقطه پنالتی).

#### فصل ۸۵–۱۳۸۴
جواد نکونام در پایان فصل (۸۵–۸۴) مورد توجه باشگاه فوتبال باشگاه فوتبال بشیکتاش ترکیه قرار گرفت.
رضا چلیم بای مربی وقت بشیکتاش، تعریف‌های مصطفی دنیزلی مربی آن زمان پاس از نکونام را یکی از دلایل ارائه این پیش‌نهاد می‌داند.
چند روز بعد از پیش‌نهاد باشگاه فوتبال بشیکتاش ترکیه این بار باشگاه فوتبال کایزرسلاوترن آلمان بود که خواستار وی شد.
در حالی که رسانه‌های ایران از هم بازی شدن نکونام در کایزرسلاترن با فریدون زندی خبر می‌دادند باشگاه پاس به این پیشنهادها پاسخ منفی داد.
او در مجموع ۱۸۷ بار پیراهن تیم پاس را برتن کرد و ۴۹ گل هم برای تیمش به ثمر رساند.
سرانجام پس از ۷ فصل حضور در پاس و با شروع نیم فصل ۰۶–۲۰۰۵ لیگ امارات نکونام از تیم پاس تهران جدا شد و به باشگاه فوتبال الوحده امارات پیوست.

### الوحده امارات و الشارجه امارات
جواد نکونام که با قراردادی ۱٫۰۰۰٫۰۰۰ دلاری به الوحده پیوسته بود بعد از انجام ۱۱ بازی و زدن ۳ گل این بار با قراردادی سه‌ماهه به ارزش ۳۵۰٫۰۰۰ دلار به باشگاه الشارجه امارات پیوست.
او در ۱۵ بازی با پیراهن الشارجه به میدان رفت و ۵ گل هم برای این تیم به ثمر رساند.
عمل‌کرد نکونام در جام جهانی فوتبال ۲۰۰۶ آلمان باعث شد تا بار دیگر تیم‌های اروپائی از جمله هرتابرلین آلمان خواهان به خدمت گرفتن وی باشند
اما در نهایت وی با قرار دادی ۲ ساله به باشگاه فوتبال اوساسونا اسپانیا که در لالیگا بالاترین سطح فوتبال اسپانیا و بالاترین لیگ وقت در جهان بود، پیوست.

### اوساسونا اسپانیا

#### فصل ۰۷–۲۰۰۶
جواد نکونام در تیر ۱۳۸۵ با عقد قراردادی ۲ ساله، (با بندی که امکان تمدید یک‌ساله آن را به طرفین می‌دهد) به تیم اوساسونا پیوست و پیراهن شماره ۲۴ این تیم را بر تن کرد. اوساسونا که در فصل گذشته لالیگا (۰۶–۲۰۰۵)؛ رتبه چهارم را کسب کرده بود، جواز حضور در مرحله پلی‌آف لیگ قهرمانان اروپا را به دست آورد. اوساسونا در این مرحله از رقابت‌ها، در مجموع دو بازی رفت و برگشت مغلوب هامبورگ شد (گل زده کم‌تر در زمین حریف) و از صعود به رقابت‌های لیگ قهرمانان اروپا بازماند. نکونام در بازی رفت مقابل هامبورگ (تساوی ۰–۰) که نخستین حضور او در اوساسونا به‌شمار می‌رفت؛ به عنوان بازیکن ذخیره از دقیقه ۹۰ برای این تیم به میدان رفت. (اولین بازی رسمی در اوساسونا) او در بازی برگشت با هامبورگ؛ که با تساوی ۱–۱ به پایان رسید، بر روی نیمکت ذخیره قرار گرفت و برای این تیم به میدان نرفت.
با شکست در مقابل هامبورگ و عدم صعود به رقابت‌ها لیگ قهرمانان اروپا، اوساسونا در مسابقات جام یوفا به میدان رفت. نکونام در بازی با ترابوزان‌اسپور ترکیه از ابتدا در ترکیب اوساسونا قرار گرفت و برای این تیم در رقابت‌های جام یوفا به میدان رفت. پس از تساوی ۰–۰ با تیم بوردو فرانسه در بازی رفت، اوساسونا در بازی برگشت با گل‌زنی نکونام، این تیم را شکست داد و به مرحله یک‌هشتم نهائی جام یوفا صعود کرد.
جواد نکونام در اولین فصل حضور در اوساسونا، در ۲۴ بازی برای این تیم در مسابقات لالیگا به میدان رفت و ۲ گل نیز به ثمر رساند. او با گذشت ۱۵ هفته از این رقابت‌ها، در بازی با ویارئال که با برتری ۱–۴ اوساسونا همراه بود؛ نخستین گل خود را در مسابقات لالیگا به ثمر رساند. با انجام بازی‌های هفته ۳۸ و پایان رقابت‌های لالیگا در فصل ۰۷–۲۰۰۶، اوساسونا در رتبه ۱۴ جدول این مسابقات قرار گرفت.‏

#### فصل ۰۸–۲۰۰۷
جواد نکونام در دومین فصل حضور در اوساسونا؛ پیراهن شماره ۲۵ این تیم را بر تن کرد. نکونام پیش از آغاز رقابت‌های فصل جدید فوتبال اسپانیا، در بازی دوستانه با ویارئال از ناحیه زانو مصدوم شد و شش ماه از میدان‌ها فوتبال دور شد. پس از پایان دوره مصدومیت (تا هفته ۲۳ لالیگا) نکونام از سوی کادر فنی اوساسونا مورد استفاده قرار نگرفت و تا پایان هفته ۳۸ لالیگا (هفته پایانی) در دو بازی به عنوان بازیکن ذخیره (۲۲ دقیقه حضور در دو مسابقه) برای این تیم به میدان رفت. اوساسونا در این فصل از رقابت‌ها، در رتبه ۱۷ جدول قرار گرفت.

#### فصل ۰۹–۲۰۰۸
جواد نکونام در سومین فصل حضور در اوساسونا؛ پیراهن شماره ۶ این تیم را بر تن کرد. در این فصل از رقابت‌ها، با اضافه شدن مسعود شجاعی به تیم اوساسونا؛ عمل‌کرد نکونام نیز بهبود پیدا کرد. در اولین بازی فصل جدید مسابقات لالیگا، اوساسونا با گل‌زنی نکونام از روی نقطه ضربه پنالتی (فوتبال) (خطا مدافعان حریف بر روی مسعود شجاعی) به تساوی ۱–۱ در مقابل ویارئال دست پیدا کرد.
نکونام در بازی پایانی نیم‌فصل؛ که با شکست ۳–۱ اوساسونا در مقابل رئال مادرید همراه بود، تنها گل تیمش را به ثمر رساند. او در مجموع رقابت‌های این فصل لالیگا؛ ۸ گل به ثمر رساند. (۲ گل از روی نقطه ضربه پنالتی (فوتبال)) با پایان این فصل از رقابت‌ها اوساسونا در رتبه ۱۴ جدول قرار گرفت.

#### فصل ۱۰–۲۰۰۹
جواد نکونام در چهارمین فصل حضور در اوساسونا ۳ بار برای این تیم گلزنی کرد.

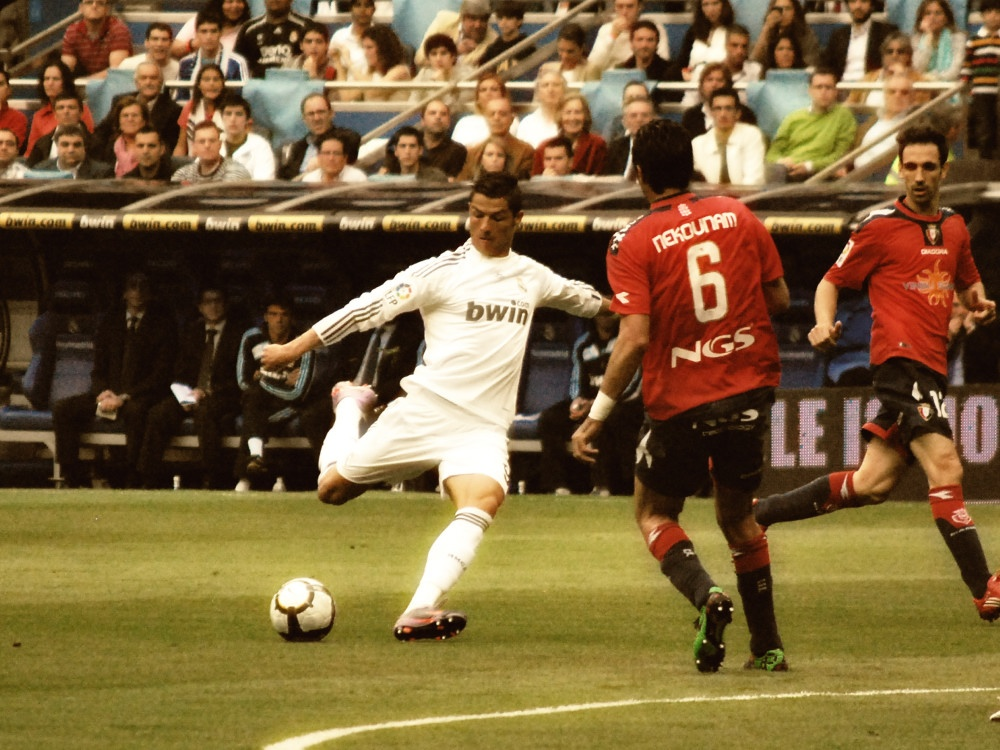
نکونام با اوساسونا در مقابل کریستیانو رونالدو بازیکن رئال مادرید در سانتیاگو برنابئو سال ۲۰۱۰

با گذشت ۵ هفته از رقابت‌های لیگ اسپانیا، نکونام نخستین گل خود را از روی نقطه ضربه پنالتی (فوتبال) در مقابل اسپورتینگ گیخون به ثمر رساند. او در بازی برگشت با اسپورتینگ گیخون (هفته ۲۴)؛ بار دیگر از روی نقطه ضربه پنالتی (فوتبال) دروازه این تیم را باز کرد (باخت ۳–۲ اوساسونا). سومین گل نکونام در این فصل از رقابت‌های لالیگا در جریان مسابقه و در بازی مقابل رئال ساراگوسا به ثمر رسید. با پایان رقابت‌های لالیگا در فصل ۱۰–۲۰۰۹، اوساسونا در رتبه دوازدهم جدول این مسابقات قرار گرفت.

#### فصل ۱۱–۲۰۱۰
جواد نکونام در سال ۲۰۱۰ به رغم پیشنهادهایی از باشگاه‌های فنرباغچه تُرکیه و المپیاکوس یونان؛ بار دیگر قرار داد خود را با اوساسونا تمدید کرد.
او در این فصل از رقابت‌های لالیگا ۶ بار برای اوساسونا گل‌زنی کرد (۵ گل از روی نقطه ضربه پنالتی (فوتبال)). با پایان رقابت‌های لالیگا در فصل ۱۱–۲۰۱۰، اوساسونا در رتبه نهم جدول این مسابقات قرار گرفت.

#### فصل ۱۲–۲۰۱۱
جواد نکونام در آخرین فصل حضور در لالیگا همراه با اوساسونا در رتبه هفتم جدول این مسابقات قرار گرفت (با اختلاف ۴۶ امتیاز نسبت به صدر جدول).
با گذشت ۸ هفته از مسابقات؛ نکونام در بازی با اتلتیک بیلبائو که با شکست ۳–۱ اوساسونا همراه بود، تک گل تیمش را از روی نقطه ضربه پنالتی (فوتبال) به ثمر رساند. با گل کردن این ضربه پنالتی (فوتبال)، تعداد گل‌های نکونام در اوساسونا از روی نقطه ضربه پنالتی (فوتبال) به عدد ۱۰ رسید. او در ادامه مسابقات این فصل لالیگا، ۴ گل دیگر برای اوساسونا به ثمر رساند.
جواد نکونام در آخرین فصل حضور در مسابقات لالیگا، سنگین‌ترین شکست‌های حضور در اوساسونا را با این تیم تجربه کرد. باخت ۸—۰ در مقابل بارسلونا، شکست ۷–۱ در بازی رفت مقابل رئال مادرید و باخت ۵–۱ برابر این تیم در بازی برگشت، شکست ۶–۰ در مقابل رایو وایکانو و باخت به والنسیا با نتیجه ۴–۰ از جمله سنگین‌ترین شکست‌های این فصل اوساسونا در رقابت‌های لالیگا بود.
اوساسونا در نخستین بازی خود در رقابت‌های کوپا دل ری؛ پس از غلبه بر آلمریا در مجموع دو بازی رفت و برگشت، در دومین گام به مصاف بارسلونا رفت. اوساسونا در مجموع دو بازی رفت و برگشت با نتیجه ۶–۱ مغلوب بارسلونا شد و از دور رقابت‌ها کنار رفت.
جواد نکونام در بازی رفت مقابل بارسلونا که با شکست ۴–۰ اوساسونا همراه بود، در غیاب دو کاپیتان اصلی تیمش (فرانسیسکو پونیال و میگوئل فلانو)؛ بازوبند کاپیتانی اوساسونا را تا دقیقه ۷۰ بر بازو بست. (در دقیقه ۷۰ فرانسیسکو پونیال کاپیتان اول اوساسونا به میدان آمد. میگوئل فلانو کاپیتان دوم اوساسونا در این مسابقه غایب بود)‏ او در بازی برگشت مقابل بارسلونا که با شکست ۲–۱ اوساسونا همراه بود بر روی نیمکت ذخیره‌های اوساسونا قرار گرفت و برای این تیم به میدان نرفت.
جواد نکونام پس از مهدی مهدوی‌کیا لژیونر ایرانی هامبورگ (تیمی که امروزه در بوندس لیگا ۲ بازی می‌کند) دومین لژیونر ایران به‌شمار می‌رود که تجریه کاپیتانی یک تیم باشگاهی در ۵ لیگ معتبر اروپا را دارد؛ وی در مسابقه برابر بارسلونا در نیوکمپ به مدت ۹۰ دقیقه بازوبند کاپیتانی اوساسونا را بر دست بست.
در تیرماه ۱۳۹۱ نکونام علی‌رغم پیش‌نهاد ۲ میلیون یورویی باشگاه قطری الریان با قرارداد یک‌ساله برای حضور در لیگ برتر ایران با استقلال به توافق رسید و رسماً به این تیم پیوست.
پس از جدائی نکونام از باشگاه اوساسونا، این باشگاه در بیانیه‌ای ضمن اشاره به حضور ۶ ساله این بازیکن در پامپلونا، برای او آرزوی موفقیت کرد.

### استقلال ایران
فصل ۹۲–۱۳۹۱

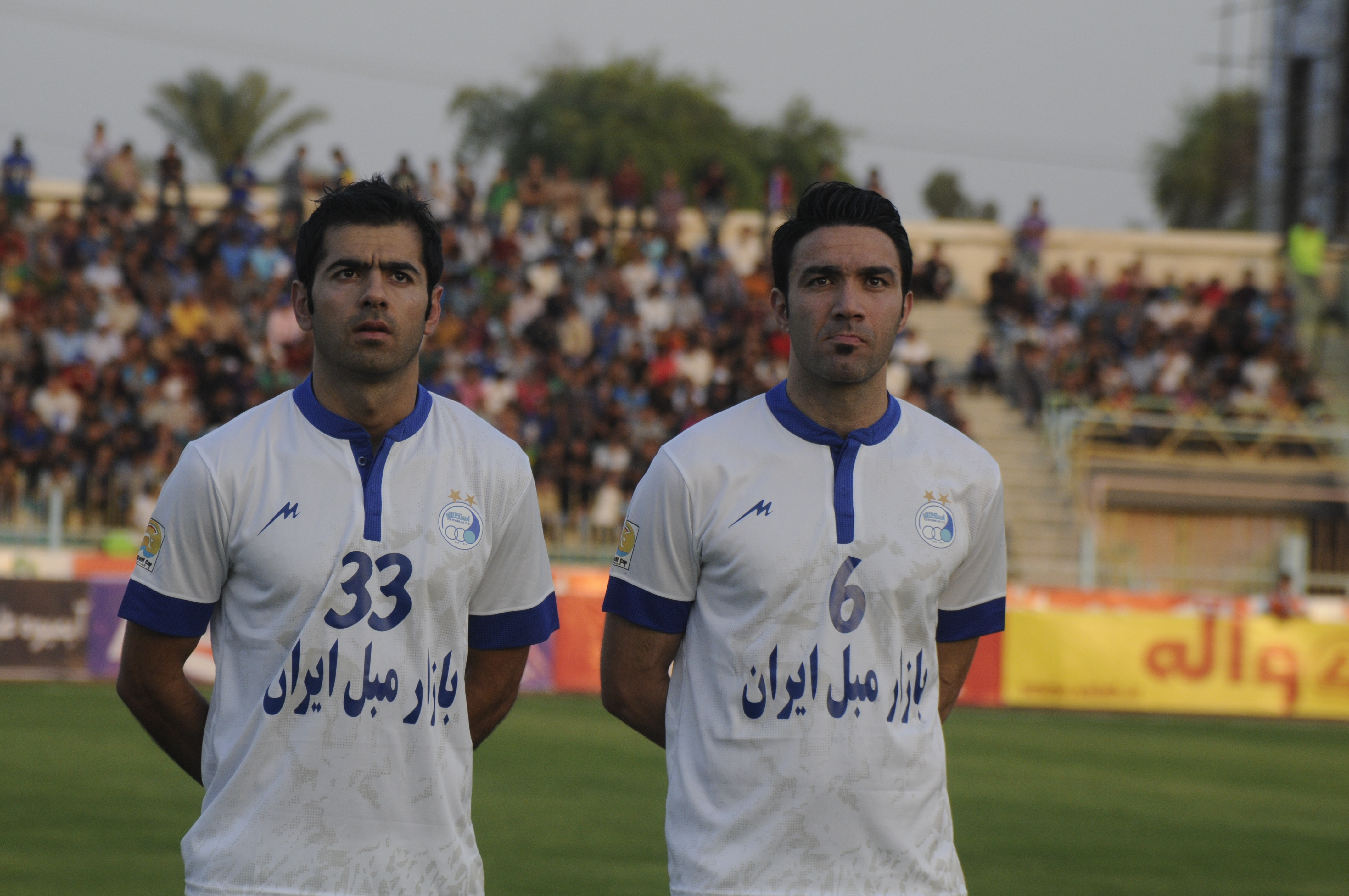
جواد نکونام (راست) - پژمان منتظری (چپ)

جواد نکونام در تیر ۱۳۹۱ با عقد قراردادی یک ساله به تیم استقلال تهران پیوست. پیوستن نکونام به استقلال در حالی انجام شد؛ که امیر قلعه‌نویی سرمربی وقت استقلال، از او به عنوان کاپیتان جدید استقلال در فصل پیش رو نام برد. پس از انتشار خبر کاپیتانی نکونام در استقلال، فرهاد مجیدی که در آستانه پیوستن به استقلال قرار داشت؛ در مصاحبه‌ای انتقادی اعلام کرد: «شرط قلعه‌نویی مبنی بر کاپیتان بودن نکونام در این تیم را نمی‌پذیرد». پس از مصاحبه مجیدی، نکونام نیز در واکنش به موضوع کاپیتانی استقلال اعلام کرد: «برای مربی‌گری یا کاپیتانی به استقلال نیامده‌ام، آمدم که به تیم محبوبم کمک کنم اما هر تصمیمی که سرمربی تیم بگیرد، همه باید اطاعت کنند».
جواد نکونام نخستین بار در هفته دوم لیگ برتر، در مقابل سایپا برای استقلال به میدان رفت. در این مسابقه که با شکست ۲–۱ استقلال همراه بود، فرهاد مجیدی که به دلیل مسئله کاپیتانی در استقلال حضور پیدا نکرده بود، از سوی هواداران این تیم تشویق شد. با گذشت شانزده هفته از مسابقات لیگ، نکونام در بازی با فولاد خوزستان که با شکست ۳–۲ استقلال همراه بود، از روی نقطه ضربه پنالتی (فوتبال) اولین گل خود را برای استقلال به ثمر رساند. او تا پایان رقابت‌های لیگ برتر، در مجموع ۵ بار برای استقلال گل‌زنی کرد و همراه با این تیم، به مقام قهرمانی لیگ برتر فوتبال ایران دست پیدا کرد.
فصل ۹۳–۱۳۹۲
جواد نکونام در تیر ۱۳۹۲ برای یک فصل دیگر قرارداد خود را با باشگاه استقلال تمدید کرد. تمدید قرارداد نکونام در حالی انجام گرفت که محمد عباسی وزیر وقت وزارت ورزش و جوانان در دوره محمود احمدی‌نژاد؛ برای جلوگیری از رفتن این بازیکن به لیگ امارات (که به لیگ خلیج عربی تغییر اسم پیدا کرده بود) خواهان تمدید قرارداد این بازیکن با استقلال شده بود. علی کفاشیان رئیس وقت فدراسیون فوتبال ایران نیز اعلام کرد: «در نامه‌ای به احمدی‌نژاد خواهان پرداخت پول به نکونام برای ماندن این بازیکن در لیگ ایران شده است». این در حالی بود که امیر قلعه‌نویی سرمربی وقت استقلال؛ از تمدید قرارداد نکونام، اظهار بی‌اطلاعی کرده بود.
جواد نکونام در دومین فصل حضور در استقلال، از روی نقطه ضربه پنالتی (فوتبال) ۳ بار برای این تیم در مسابقات لیگ برتر گل‌زنی کرد. او در مسابقات لیگ قهرمانان آسیا نیز ۳ گل‏ برای استقلال به ثمر رساند.

### الکویت کویت
در ۲۴ دی ماه نکونام در فاصله ۳ روز مانده تا شهرآورد با مبلغی بیش از ۵۰۰ هزار دلار به مدت ۴ ماه به این تیم کویتی پیوست. در مصاحبه‌ای با برنامه ۹۰ نکونام علت جدائی‌اش را دل‌خوری از امیر قلعه‌نویی نامید.

### اوساسونا اسپانیا فصل۱۵–۲۰۱۴
جواد نکونام در مرداد ۱۳۹۳ با عقد قراردادی دو ساله، به تیم سابقش اوساسونا؛ که در لیگا ادلانته حضور داشت پیوست.
جواد نکونام در حالی به تیم سابق خود بازگشت که زمستان فصل گذشته رئیس پیشین باشگاه مانع حضور او در این تیم شده بود. بازگشت نکونام به اوساسونا در حالی انجام گرفت که این بازیکن با دریافت طلب گذشته خود، با مبلغ کم‌تری تا پایان فصل برای این تیم به میدان رفت.
با گذشت سه هفته از رقابت‌های لیگا ادلانته؛ نکونام برای نخستین بار در مقابل باشگاه فوتبال دپورتیوو آلاوز برای اوساسونا به میدان رفت. در این مسابقه که با شکست ۳–۱ اوساسونا همراه بود، نکونام تک گل تیمش را از روی نقطه ضربه پنالتی (فوتبال) به ثمر رساند. او تا پایان رقابت‌های لیگا ادلانته (هفته ۴۲) در نیمی از بازی‌ها (۲۲مسابقه) برای اوساسونا به میدان رفت و ۵ بار برای این تیم در رقابت‌های لیگ دسته دوم اسپانیا گل‌زنی کرد (۳ گل از روی نقطه ضربه پنالتی (فوتبال)).
در آخرین بازی، (هفته ۴۲) اوساسونا در غیاب دو بازیکن ایرانی خود (کریم انصاری‌فرد هم‌بازی نکونام)، پس از تساوی ۲–۲ در مقابل سابادل در رتبه ۱۸ جدول رقابت‌ها قرار گرفت و از سقوط به لیگ دسته سه اسپانیا نجات پیدا کرد.
جواد نکونام در این فصل از رقابت‌ها عمل‌کرد خوبی نداشت و در حالی که با تیم اوساسونا قراردادی دو ساله امضاء کرده بود، همراه با کریم انصاری‌فرد در فهرست ۶ نفره مازاد اوساسونا قرار گرفت و از این تیم کنار گذاشته شد.

### سایپا

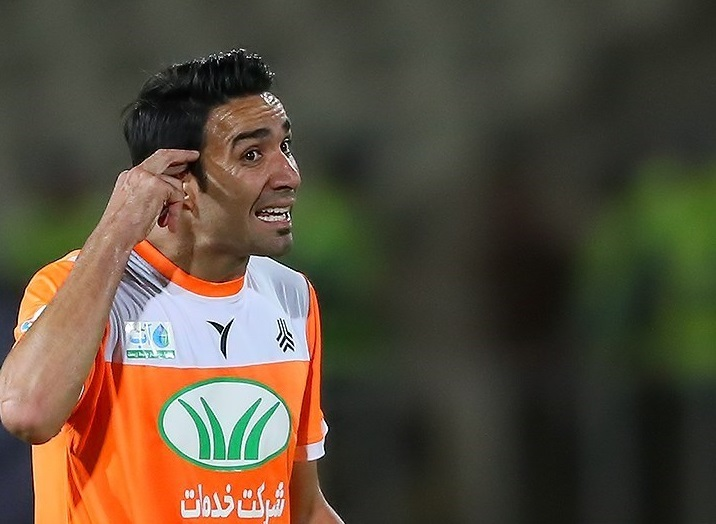
نکونام در لباس باشگاه سایپا

جواد نکونام در تیر ۱۳۹۴ با عقد قراردادی یک ساله، به تیم سایپا پیوست.
جواد نکونام نخستین بار در هفته دوم لیگ برتر ۹۵–۱۳۹۴ در مقابل راه‌آهن برای سایپا به میدان رفت.
نکونام که نیمه دوم مسابقه وارد زمین شده بود؛ یکی از دو گل سایپا را در این مسابقه به ثمر رساند. (سایپا۲–۰ راه‌آهن)
با گذشت ۱۷ هفته از مسابقات لیگ برتر؛ نکونام پس از پرداخت مبلغی به مسئولان باشگاه سایپا؛ جهت صدور رضایت‌نامه، از این تیم جدا شد و به تیم العربی قطر پیوست. او در مجموع ۱۵ بار برای سایپا در مسابقات لیگ برتر به میدان رفت و ۳ گل نیز به ثمر رساند.

### العربی قطر
جواد نکونام در بهمن ۱۳۹۴ با عقد قراردادی ۴ ماهه (با بندی که امکان تمدید آن را به مدت یک فصل دیگر به طرفین می‌دهد) به تیم العربی قطر پیوست.
جواد نکونام که پیراهن شماره ۹۲ العربی را بر تن داشت؛ همراه با این تیم در پایان فصل ۱۶–۲۰۱۵ در رتبه هشتم لیگ قطر قرار گرفت.
نکونام در این فصل از رقابت‌ها عمل‌کرد خوبی نداشت و بازی‌های او مورد انتقاد رسانه‌های قطری و مسئولان باشگاه العربی قطر قرار گرفت.‏‏
با پایان قرارداد چهارماهه و جدایی از العربی؛ نکونام در تیر ۱۳۹۵ از فوتبال خداحافظی کرد.

## عملکرد ملی
در حالی که در آمار سایت‌های داخلی ایران؛ اولین بازی ملی نکونام، در مقابل اکوادور در سال ۱۳۷۸ ذکر شده است، در آمار رسمی فیفا موسوم به باشگاه صدتایی فیفا، بازی با سوریه در سال ۱۳۷۹ به عنوان نخستین بازی ملی نکونام ذکر شده است (بازی با اکوادور، به عنوان بازی رسمی ملی، محسوب نشده است). بازی با منتخب لیگ دانمارک در سال ۲۰۰۳ نیز از سوی سایت فیفا به عنوان بازی رسمی محسوب نشده است.

آمار رسمی باشگاه صدتایی فیفا
جواد نکونام از سال ۱۳۷۹، سابقه بازی در تیم ملی فوتبال ایران را دارد. نکونام نخستین بار در رقابت‌های قهرمانی فوتبال غرب آسیا ۲۰۰۰ در مقابل سوریه پیراهن تیم ملی را بر تن کرد. نکونام پس از چهار سال حضور در تیم ملی، در بازی‌های قهرمانی فوتبال غرب آسیا ۲۰۰۴، در مقابل لبنان اولین گل ملی خود را به ثمر رساند.

### دعوت به تیم ملی

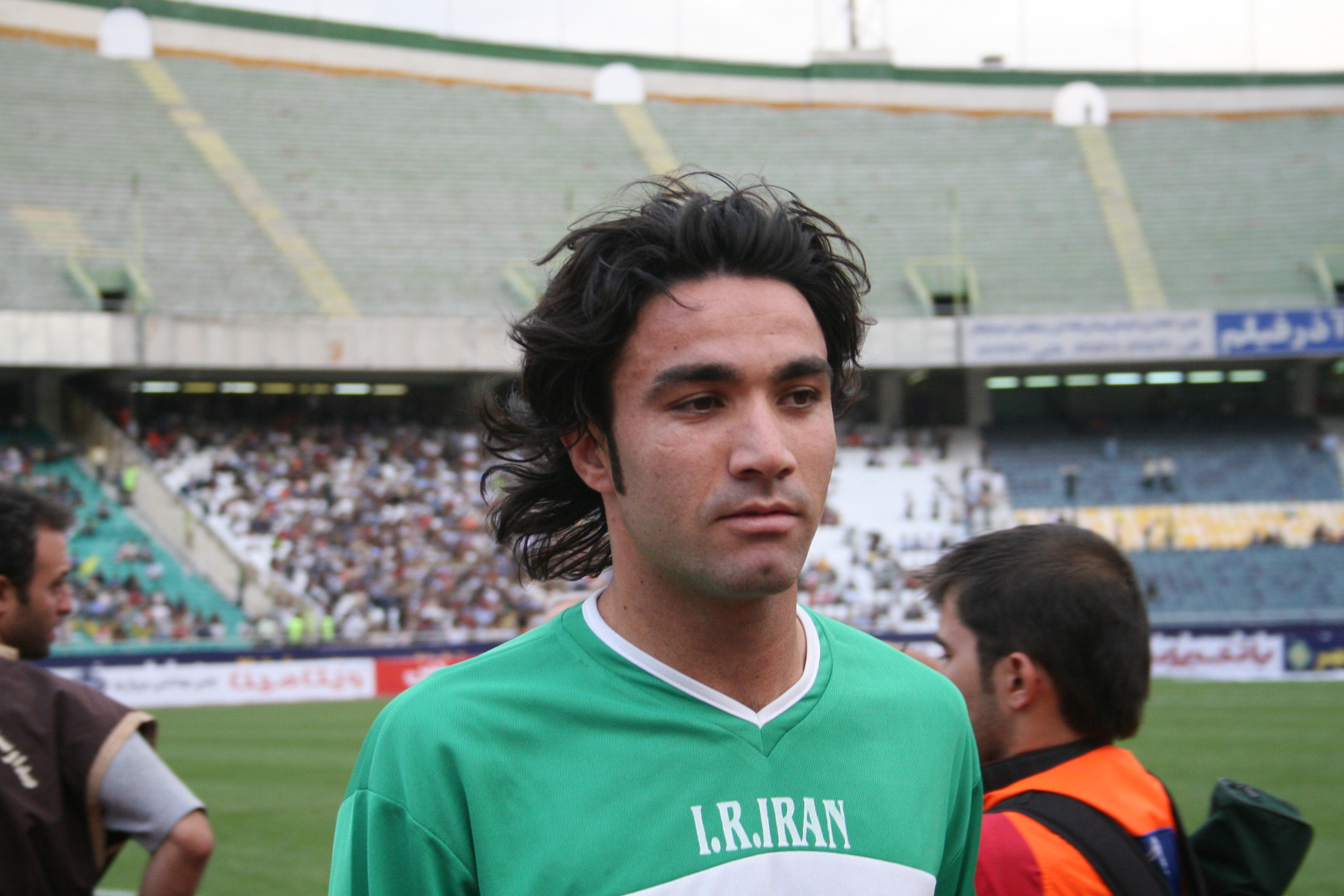
جواد نکونام در بازی ملی مقابل سوریه، ۲۵ مرداد ۱۳۸۵

جواد نکونام نخستین بار در بازی‌های قهرمانی فوتبال غرب آسیا ۲۰۰۰، در مقابل سوریه؛ پیراهن تیم ملی را بر تن کرد.
او پس از نیمکت نشینی در مقابل تیم‌های قزاقستان و فلسطین، در ۸ خرداد ۱۳۷۹ به عنوان بازیکن ذخیره، در مقابل سوریه به میدان رفت و اولین بازی خود را برای تیم ملی ایران انجام داد. در این مسابقات جلال طالبی هدایت تیم ملی ایران را بر عهده داشت.
نکونام در شهریور ۱۳۷۹ در فهرست اولیه ۳۱ بازیکن دعوت شده برای حضور در بازی‌های جام ملت‌های آسیا ۲۰۰۰ قرار گرفت، اما در لیست نهایی ۲۳ نفره که از سوی جلال طالبی برای حضور در این رقابت‌ها اعلام شد قرار نگرفت، و از تیم ملی کنار گذاشته شد.

### مقدماتی جام جهانی ۲۰۰۲
با آغاز دور نخست رقابت‌های انتخابی جام جهانی ۲۰۰۲، آدمار براگا هدایت تیم ملی ایران را بر عهده گرفت. در این بازی‌ها که به صورت متمرکز در تبریز برگزار شد، تیم ملی ایران پس از شکست گوآم و تیم ملی فوتبال تاجیکستان به دور دوم این رقابت‌ها راه پیدا کرد. در این مرحله از رقابت‌ها جواد نکونام در فهرست بازیکنان دعوت شده از سوی براگا قرار نگرفت و برای تیم ملی ایران به میدان نرفت.
دور دوم مقدماتی
با قرعه‌کشی دور دوم رقابت‌های انتخابی جام جهانی ۲۰۰۲، تیم ملی ایران با تیم‌های عربستان، عراق، بحرین و تایلند هم‌گروه شد. نکونام که پیراهن شماره ۱۳ تیم ملی را بر تن داشت، در نخستین تجربه خود در این رقابت‌ها، در مقابل عربستان به میدان رفت. (ایران ۲– عربستان۰). پس از تساوی بدون گل در دومین بازی مقابل تایلند، نکونام در مقابل تیم‌های عراق و بحرین برای تیم ملی ایران به میدان نرفت. او در بازی برگشت با عربستان که با تساوی ۲–۲ به پایان رسید نیز بر روی نیمکت ذخیره‌های تیم ملی قرار گرفت. در ادامه بازی‌های برگشت، نکونام از سوی میروسلاو بلاژویچ؛ در مقابل تیم‌های تایلند، عراق و بحرین در ترکیب تیم ملی قرار گرفت. با شکست ۳–۱ ایران در آخرین بازی مرحله گروهی در مقابل بحرین، تیم ملی ایران در رتبه دوم گروه قرار گرفت و برای کسب سهمیه در جام جهانی ۲۰۰۲، به مصاف امارات (تیم دوم گروه مقابل) در مرحله پلی آف آسیا رفت.
پلی‌آف
تیم ملی ایران در بازی پلی آف آسیا؛ پس از شکست دادن امارات در بازی رفت با نتیجه ۰–۱، در بازی برگشت نیز با سه گل امارات را مغلوب کرد و برای کسب آخرین سهمیه فوتبال آسیا در جام جهانی ۲۰۰۲ به مصاف ایرلند نماینده قاره اروپا رفت. در این مرحله از رقابت‌ها که به صورت رفت و برگشت در دوبلین و تهران برگزار شد تیم ملی ایران پس از باخت ۲–۰ در بازی رفت؛ با نتیجه ۰–۱ در بازی برگشت ایرلند را شکست داد، اما با توجه به گل زده کمتر؛ از صعود به رقابت‌های جام جهانی ۲۰۰۲ بازماند. نکونام در بازی رفت و برگشت در مقابل ایرلند برای تیم ملی ایران به میدان نرفت.

### جام ملت‌های آسیا ۲۰۰۴
پس از عدم راهیابی به جام جهانی ۲۰۰۲ و خداحافظی کریم باقری از تیم ملی، نکونام با پیراهن شماره ۶ از سوی برانکو ایوانکویچ به عنوان بازیکن ثابت در ترکیب تیم ملی ایران مورد استفاده قرار گرفت.
با آغاز بازی‌های جام ملت‌های آسیا ۲۰۰۴؛ تیم ملی ایران با تیم‌های تایلند، ژاپن و عمان در گروه چهارم این مسابقات قرار گرفت. نکونام در اولین بازی ایران در این رقابت‌ها؛ که با برتری ۰–۳ در مقابل تایلند همراه بود یک گل به ثمر رساند. پس از باخت ایران در مقابل چین در بازی نیمه نهایی (باخت در ضربات پنالتی)، تیم ملی ایران در بازی رده‌بندی موفق شد با نتیجه ۲–۴ بحرین را شکست دهد و به مقام سوم این رقابت‌ها دست پیدا کند. نکونام در این مسابقه گل اول ایران را به ثمر رساند.

### جام جهانی ۲۰۰۶

#### مرحله انتخابی
تیم ملی ایران در دور نخست مسابقات انتخابی جام جهانی ۲۰۰۶؛ با تیم‌های لائوس، اردن و قطر در گروه اول این مسابقات قرار گرفت. نکونام در آخرین بازی تیم ملی ایران در این مرحله از رقابت‌ها؛ در مقابل لائوس دو گل به ثمر رساند. (بازی برگشت ایران ۷– لائوس ۰)
در دور دوم این مسابقات؛ تیم ملی ایران با تیم‌های بحرین، کره شمالی و ژاپن در یک گروه قرار گرفت. نکونام در این مرحله از رقابت‌ها؛ در بازی رفت با کره شمالی که با برتری ۰–۲ ایران همراه بود یک گل به ثمر رساند. در آخرین بازی این مرحله از رقابت‌ها، تیم ملی ایران با نتیجه ۲–۱ مغلوب ژاپن شد و به عنوان تیم دوم گروه، به مسابقات جام جهانی ۲۰۰۶ راه پیدا کرد.

#### بازی‌های جام جهانی ۲۰۰۶
تیم ملی ایران پس از صعود به جام جهانی ۲۰۰۶، با تیم‌های مکزیک، پرتغال و آنگولا در گروه D این رقابت‌ها قرار گرفت. پس از شکست ۳–۱ در مقابل مکزیک؛ نکونام برای دومین بار در رقابت‌های جام جهانی ۲۰۰۶ در مقابل پرتغال به میدان رفت. نکونام که در بازی با مکزیک یک کارت زرد گرفته بود؛ در بازی با پرتغال نیز یک کارت زرد دریافت کرد و بازی سوم تیم ملی ایران در مقابل آنگولا را از دست داد. (ایران۱– آنگولا۱)

### جام ملت‌های آسیا ۲۰۰۷

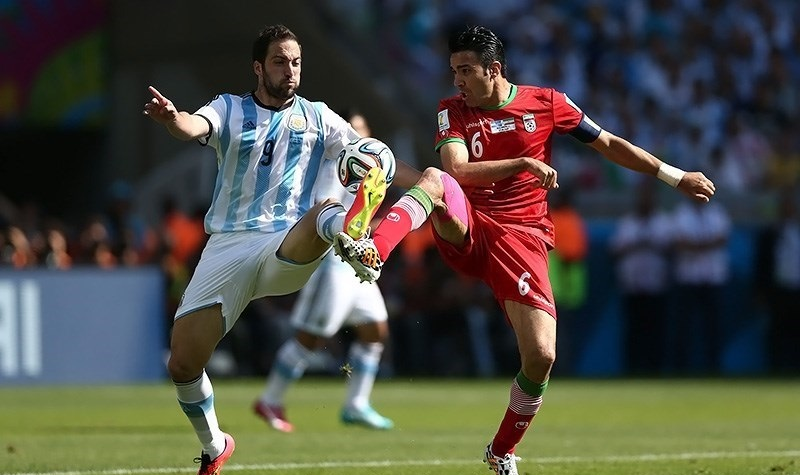
نکونام در جام جهانی ۲۰۱۴ و در مقابل هیگواین در بازی با آرژانتین

وی به همراه مهدی مهدوی کیا و یک بازیکن اماراتی تنها بازیکنان آسیا هستند که در چهار دوره از جام ملت‌های آسیا(۲۰۱۱٬۲۰۰۷٬۲۰۰۴ و ۲۰۱۵) حضورت داشته‌اند. وی همچنین در دو دوره جام جهانی در سال‌های ۲۰۰۶ و ۲۰۱۴ به همراه تیم ملی ایران حضور داشته است.
نکونام در ۱۱ فروردین سال ۱۳۹۴ و بعد از بازی دوستانه مقابل تیم ملی سوئد طی یک نامه از مسابقات ملی خداحافظی کرد. کارلوس کی‌روش، سرمربی تیم ملی ایران پس از خداحافظی وی گفت: 
«نکونام بهترین کاپیتان دوران مربیگری من بود، حتی بالاتر از بازیکنانی مانند دونادونی، رائول، کین و رونالدو.»

### جام جهانی ۲۰۱۴

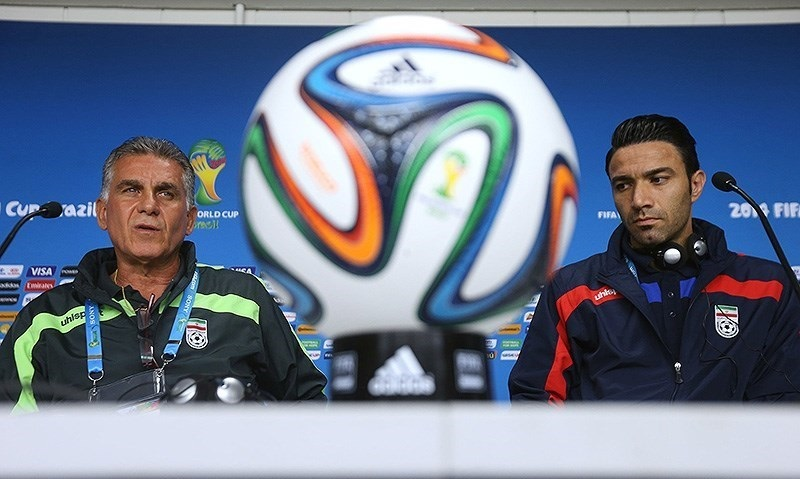
نکونام با کارلوس کی روش مربی ایران در نشست خبری جام جهانی ۲۰۱۴

ایران در جام جهانی ۲۰۱۴ با آرژانتین، بوسنی و هرزگوین و نیجریه همگروه بود و جواد نکونام پس از عملکرد نسبتاً خوبی که در الکویت داشت و اعتقادی که کارلوس کیروش به سبک بازی او داشت در جام جهانی۲۰۱۴ برزیل در هر ۳ بازی برابر نیجریه و آرژانتین و بوسنی به میدان رفت و کاپیتان تیم ملی ایران در این تورنمنت بود.

## عملکرد سرمربی‌گری

### خونه به خونه بابل
نکونام نخستین تجربهٔ سرمربی بودن را در باشگاه فوتبال خونه به خونه بابل در سال ۱۳۹۶ کسب کرد. او در حالی که نتایج قابل قبولی در این تیم به‌دست آورده بود، با اولین شکست در لیگ آزادگان، پس از برگزاری جلساتی با مدیران باشگاه و ترک تمرینات، از مقام خود استعفا کرد. دلیل این جدایی اختلافات نکونام با صاحبان باشگاه عنوان شد.

### نساجی مازندران
او در نیم فصل دو همان سال به باشگاه فوتبال نساجی مازندران رفت. پیش از آن داوود مهابادی سرمربی نساجی مازندران بود و این تیم با کسب ۴۱ امتیاز در جایگاه پنجم جدول لیگ دسته اول قرار داشت ولی با نظر مدیران باشگاه برکنار شد. او پس از عقد قرارداد با نساجی گفت:
«کار من از امروز این است که ایمان و باور را در تیم زنده کنم. شاید خیلی‌ها صعود نساجی را به لیگ برتر سخت و غیرممکن بدانند اما هنوز روی کاغذ شانس داریم و اگر یک درصد هم شانس داشته باشیم آن را دنبال خواهیم کرد. راحت بگویم ۹ هفته از لیگ دسته اول باقی مانده است یعنی ۹ هفته جنگ داریم و من هم لباس رزم پوشیدم. بازیکنان نساجی هم باید خودشان را برای ۹ هفته جنگ تمام عیار آماده کنند تا به هدف برسیم.»
در حالی که تنها دو تیم از لیگ آزادگان صعود می‌کردند، همه چیز به نتایج همزمان آخرین هفته آن گره خورد. در این هفته نساجی می‌بایست با نتیجه‌ای پر گل بازی در مقابل راه‌آهن را می‌برد. سرمربی خونه به خونه پیش از این بازی گفته بود اگر نساجی فکر می‌کند می‌تواند راه‌آهن را ۷–۰ ببرد، ما در بابل ۱۵ گل خواهیم زد. حدود سی هزار نفر برای این بازی به ورزشگاه تختی تهران در تهران رفتند. در بازی‌ها هم‌زمان نساجی توانست با نتیجه ۶–۰ حریف خود را ببرد و با امتیاز مساوی با خونه به خونه ولی به لطف تفاضل گل بیشتر به لیگ برتر فوتبال ایران صعود کند. پس از این نتیجه مالک خونه به خونه ادعای تبانی در بازی نساجی کرد و دو تیم از یکدیگر شکایت کردند.
با صعود نساجی به لیگ برتر، در فصل ۱۳۹۷ جواد نکونام با ۳۷ سال سن، رکورددار جوان‌ترین سرمربی لیگ فوتبال ایران را دارا شد.

### فولاد خوزستان

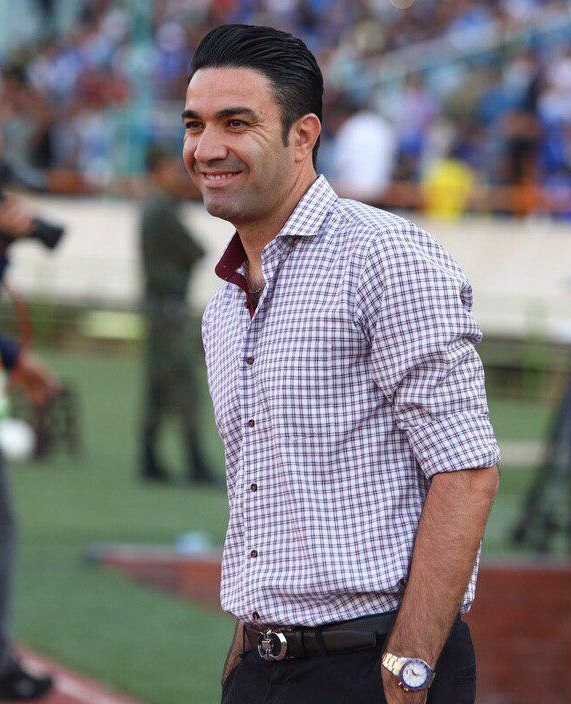
نکونام در سال ۱۳۹۸

جواد نکونام، با توجه به عدم توافق تیم فولاد با افشین قطبی، در تاریخ ۳۱ اردیبهشت، قرارداد مربی‌گری خود را با تیم فولاد خوزستان امضا نمود.
او با فولاد در فصل ۹۸–۹۹ با ۱۴ برد، ۹ مساوی و ۷ باخت با ۵۱ امتیاز در رده سوم جدول لیگ برتر خلیج فارس قرار گرفت.
وی با این تیم توانست در جام حذفی در فصل ۱۴۰۰–۱۳۹۹ در فینال با غلبه ۴ بر ۲ در ضربات پنالتی مقابل استقلال قهرمان این مسابقات شود بعد از جام حذفی از تیم فولاد خوزستان جدا شد و عبدالله ویسی جایگزین او شد اما بعد از ناکامی‌های ویسی سر انجام در تا ۱۷ آبان ۱۴۰۰ ویسی با نظر مدیران فولاد از سرمربیگری فولاد خوزستان کنار گذاشته شد و مجددا جواد نکونام سرمربی تیم فولاد خوزستان شد. او توانست با شکست تیم پرسپولیس در سال ۱۴۰۰ به قهرمانی در سوپر جام ایران دست پیدا کند.

### استقلال تهران

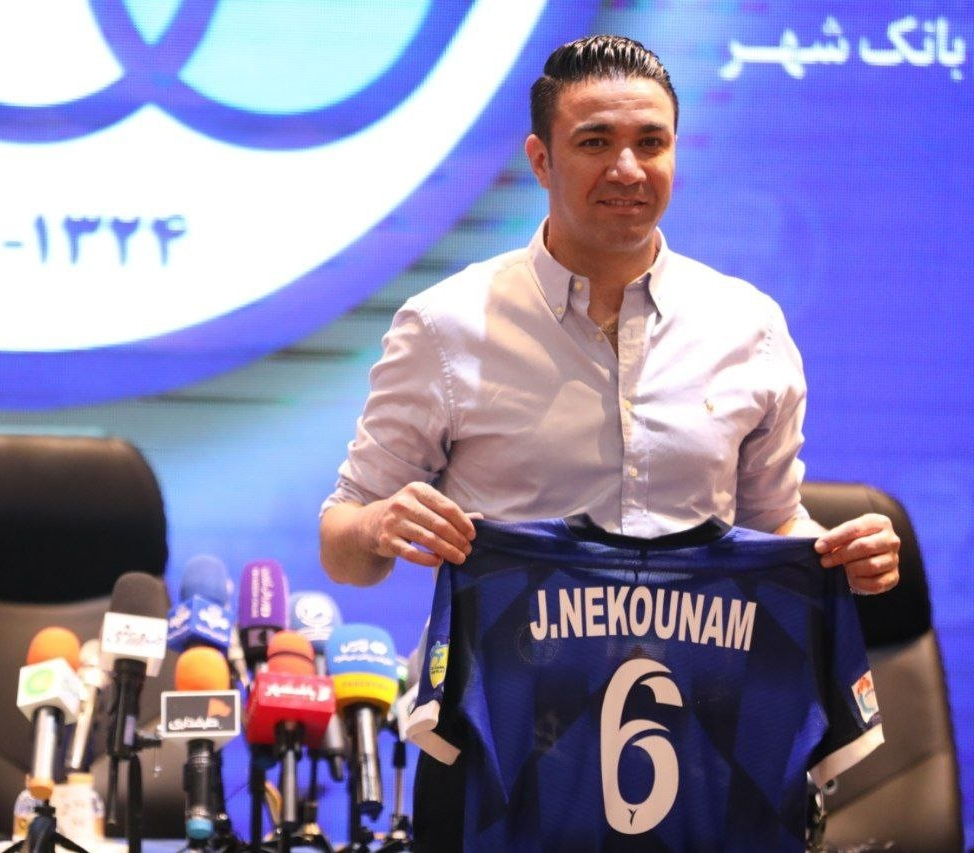
نکونام در نشست خبری معارفه خود به عنوان سرمربی استقلال در خرداد ۱۴۰۲

در ۳۰ خرداد ۱۴۰۲، با اعلام حجت کریمی سرپرست مدیرعاملی استقلال، جواد نکونام با عقد قراردادی دو ساله به عنوان سرمربی استقلال انتخاب شد. و علی‌رغم وجود مشکلات زیادی در استقلال وی توانست بهترین شروع تاریخ استقلال در لیگ برتر را رقم بزند و استقلال را قهرمان نیم فصل لیگ برتر ۰۳–۱۴۰۲ کند.
جواد نکونام در طول اولین فصل حضورش در استقلال به عنوان سرمربی از نگاه فوتبال ۳۶۰ به عنوان بهترین سرمربی بهمن و اسفند ۱۴۰۲ شد و همچنین در فروردین سال ۱۴۰۳ در برنامه نوروز فوتبالی به عنوان بهترین سرمربی سال ۱۴۰۲ شناخته شد.
استقلال در فصل ۰۳–۱۴۰۲ تحت هدایت جواد نکونام با وجود صدرنشینی‌های متعدد در نهایت با ۶۷ امتیاز نایب قهرمان شد که با این تعداد امتیاز استقلال به بهترین نایب قهرمان لیگ تبدیل شد.

## افتخارات

### باشگاهی
پاس تهران
- لیگ برتر فوتبال ایران(۱): ۸۳–۱۳۸۲

استقلال
- لیگ برتر فوتبال ایران(۱): ۹۲–۱۳۹۱
- حضور در نیمه نهایی لیگ قهرمانان آسیا ۲۰۱۳[۱۲۷]

الکویت
- جام امیر کویت(۱): ۱۴–۲۰۱۳

اوساسونا
- حضور در نیمه نهایی لیگ اروپا ۰۷–۲۰۰۶[۱۲۸]

### ملی
ایران
- بازیهای آسیایی(۱): ۲۰۰۲[۱۲۹]
- فوتبال غرب آسیا ۲۰۰۴[۱۳۰]
- چلنج کاپ آسیا–اقیانوسیه(۱): ۲۰۰۳

### فردی
- بیشترین تعداد بازی ملی برای  تیم ملی ایران
- نفر دوم مرد سال فوتبال آسیا ۲۰۱۳
- حضور در تیم رؤیایی لیگ قهرمانان آسیا ۲۰۱۳[۱۳۱]
- بهترین بازیکن سال ۱۳۸۶ فوتبال ایران[۱۳۲][۱۳۳]
- حضور در تیم رؤیایی آسیا[۱۳۴]در سال ۲۰۱۴[۱۳۵][۱۳۶]
- بهترین سرمربی سال ۱۴۰۲ با رای کارشناسان در نوروز فوتبالی[۱۳۷]
- بهترین سرمربی سال ۱۴۰۲ با رای مردمی در نوروز فوتبالی[۱۳۸]

### مربیگری
نساجی مازندران
- نایب قهرمان لیگ آزادگان ۹۷–۱۳۹۶ و صعود به لیگ برتر فوتبال ایران

فولاد خوزستان
- جام حذفی فوتبال ایران(۱): ۱۴۰۰–۱۳۹۹
- سوپر جام فوتبال ایران(۱): ۱۴۰۰

استقلال
- لیگ برتر فوتبال ایران(۱): ۰۳–۱۴۰۲ نایب قهرمان

## آمار سرمربی‌گری
تا تاریخ ۹ مهر ۱۴۰۳
| تیم           | کشور  | از               | تا            | رکورد | رکورد | رکورد | رکورد | رکورد   |
| تیم           | کشور  | از               | تا            | G     | W     | D     | L     | پیروز % |
| ------------- | ----- | ---------------- | ------------- | ----- | ----- | ----- | ----- | ------- |
| خونه به خونه  | ایران | ۲۲ مرداد ۱۳۹۶    | ۳۰ دی ۱۳۹۶    | ۲۱    | ۱۰    | ۸     | ۳     | ۰۴۸     |
| نساجی         | ایران | ۶ اسفند ۱۳۹۶     | ۵ دی ۱۳۹۷     | ۲۶    | ۱۱    | ۱۰    | ۵     | ۰۴۲     |
| فولاد خوزستان | ایران | ۳۱ اردیبهشت ۱۳۹۸ | ۱ شهریور ۱۴۰۰ | ۷۳    | ۲۹    | ۲۸    | ۱۶    | ۰۴۰     |
| فولاد خوزستان | ایران | ۱۷ آبان ۱۴۰۰     | ۲ اسفند ۱۴۰۱  | ۵۷    | ۲۴    | ۲۲    | ۱۱    | ۰۴۲     |
| استقلال       | ایران | ۳۰ خرداد ۱۴۰۲    | ۱۰ مهر ۱۴۰۳   | ۳۸    | ۲۱    | ۱۲    | ۵     | ۰۵۵     |
| مجموع         | مجموع | مجموع            | مجموع         | ۲۱۵   | ۹۵    | ۸۰    | ۴۰    | ۰۴۴     |

## آمار ملی

### بازی‌های ملی
| ایران | ایران | ایران | ایران  |
| سال   | بازی  | گل    | پاس گل |
| ----- | ----- | ----- | ------ |
| ۲۰۰۰  | ۶     | ۰     | ۰      |
| ۲۰۰۱  | ۱۱    | ۰     | ۰      |
| ۲۰۰۲  | ۹     | ۰     | ۰      |
| ۲۰۰۳  | ۱۰    | ۰     | ۰      |
| ۲۰۰۴  | ۱۸    | ۷     | ۰      |
| ۲۰۰۵  | ۱۱    | ۴     | ۰      |
| ۲۰۰۶  | ۱۱    | ۲     | ۰      |
| ۲۰۰۷  | ۸     | ۴     | ۰      |
| ۲۰۰۸  | ۸     | ۴     | ۰      |
| ۲۰۰۹  | ۸     | ۲     | ۱      |
| ۲۰۱۰  | ۶     | ۱     | ۱      |
| ۲۰۱۱  | ۱۰    | ۵     | ۰      |
| ۲۰۱۲  | ۹     | ۱     | ۰      |
| ۲۰۱۳  | ۸     | ۶     | ۰      |
| ۲۰۱۴  | ۹     | ۰     | ۲      |
| ۲۰۱۵  | ۷     | ۲     | ۰      |
| مجموع | ۱۴۹   | ۳۸    | ۴      |

### گل‌های ملی
| شماره | تاریخ          | میزبان            | بازی ملی | حریف                        | نتیجه | رقابت                        | توضیح                                           |
| ----- | -------------- | ----------------- | -------- | --------------------------- | ----- | ---------------------------- | ----------------------------------------------- |
| *     | ۱ فوریه ۲۰۰۳   | هنگ کنگ سو کون پو | *        | دانمارک (منتخب لیگ دانمارک) | ۱–۰   | جام کارلسبرگ ۲۰۰۳            | این مسابقه بازی رسمی در سایت فیفا به‌شمار نمی‌رود |
| ۱     | ۱۷ ژوئن ۲۰۰۴   | تهران             | ۴۰       | لبنان                       | ۴–۰   | غرب آسیا ۲۰۰۴                |                                                 |
| ۲     | ۲۳ ژوئن ۲۰۰۴   | تهران             | ۴۲       | عراق                        | ۲–۱   | غرب آسیا ۲۰۰۴                |                                                 |
| ۳     | ۲۵ ژوئن ۲۰۰۴   | تهران             | ۴۳       | سوریه                       | ۴–۱   | غرب آسیا ۲۰۰۴                |                                                 |
| ۴     | ۲۰ ژوئیه ۲۰۰۴  | چونگ کینگ         | ۴۴       | تایلند                      | ۳–۰   | جام ملت‌های آسیا ۲۰۰۴         |                                                 |
| ۵     | ۶ اوت ۲۰۰۴     | پکن               | ۴۹       | بحرین                       | ۴–۲   | جام ملت‌های آسیا ۲۰۰۴         |                                                 |
| ۶     | ۱۷ نوامبر ۲۰۰۴ | تهران             | ۵۳       | لائوس                       | ۷–۰   | مقدماتی جام جهانی ۲۰۰۶       |                                                 |
| ۷     | ۱۷ نوامبر ۲۰۰۴ | تهران             | ۵۳       | لائوس                       | ۷–۰   | مقدماتی جام جهانی ۲۰۰۶       |                                                 |
| ۸     | ۳۰ مارس ۲۰۰۵   | پیونگ یانگ        | ۵۸       | کرهٔ شمالی                   | ۲–۰   | مقدماتی جام جهانی ۲۰۰۶       |                                                 |
| ۹     | ۲۹ مه ۲۰۰۵     | تهران             | ۵۹       | آذربایجان                   | ۲–۱   | دوستانه                      |                                                 |
| ۱۰    | ۲۴ اوت ۲۰۰۵    | تهران             | ۶۳       | لیبی                        | ۴–۰   | دوستانه                      |                                                 |
| ۱۱    | ۲۴ اوت ۲۰۰۵    | تهران             | ۶۳       | لیبی                        | ۴–۰   | دوستانه                      |                                                 |
| ۱۲    | ۱۶ اوت ۲۰۰۶    | تهران             | ۷۲       | سوریه                       | ۱–۱   | مقدماتی جام ملت‌های آسیا ۲۰۰۷ |                                                 |
| ۱۳    | ۶ سپتامبر ۲۰۰۶ | دمشق              | ۷۴       | سوریه                       | ۲–۰   | مقدماتی جام ملت‌های آسیا ۲۰۰۷ |                                                 |
| ۱۴    | ۲ ژوئیه ۲۰۰۷   | تهران             | ۸۰       | جامائیکا                    | ۸–۱   | دوستانه                      |                                                 |
| ۱۵    | ۲ ژوئیه ۲۰۰۷   | تهران             | ۸۰       | جامائیکا                    | ۸–۱   | دوستانه                      |                                                 |
| ۱۶    | ۱۵ ژوئیه ۲۰۰۷  | کوالالامپور       | ۸۲       | چین                         | ۲–۲   | جام ملت‌های آسیا ۲۰۰۷         |                                                 |
| ۱۷    | ۱۸ ژوئیه ۲۰۰۷  | کوالالامپور       | ۸۳       | مالزی                       | ۲–۰   | جام ملت‌های آسیا ۲۰۰۷         |                                                 |
| ۱۸    | ۲۵ مه ۲۰۰۸     | تهران             | ۸۵       | زامبیا                      | ۳–۲   | دوستانه                      |                                                 |
| ۱۹    | ۲۲ ژوئن ۲۰۰۸   | تهران             | ۸۹       | کویت                        | ۲–۰   | مقدماتی جام جهانی ۲۰۱۰       |                                                 |
| ۲۰    | ۶ سپتامبر ۲۰۰۸ | ریاض              | ۹۰       | عربستان                     | ۱–۱   | مقدماتی جام جهانی ۲۰۱۰       |                                                 |
| ۲۱    | ۱۵ اکتبر ۲۰۰۸  | تهران             | ۹۱       | کرهٔ شمالی                   | ۲–۱   | مقدماتی جام جهانی ۲۰۱۰       |                                                 |
| ۲۲    | ۱۱ فوریه ۲۰۰۹  | تهران             | ۹۳       | کرهٔ جنوبی                   | ۱–۱   | مقدماتی جام جهانی ۲۰۱۰       |                                                 |
| ۲۳    | ۱۴ نوامبر ۲۰۰۹ | تهران             | ۹۹       | اردن                        | ۱–۰   | مقدماتی جام ملت‌های آسیا ۲۰۱۱ |                                                 |
| ۲۴    | ۳ مارس ۲۰۱۰    | تهران             | ۱۰۱      | تایلند                      | ۱–۰   | مقدماتی جام ملت‌های آسیا ۲۰۱۱ |                                                 |
| ۲۵    | ۲ ژانویه ۲۰۱۱  | دوحه              | ۱۰۷      | آنگولا                      | ۱–۰   | دوستانه                      |                                                 |
| ۲۶    | ۲ سپتامبر ۲۰۱۱ | تهران             | ۱۱۱      | اندونزی                     | ۳–۰   | مقدماتی جام جهانی ۲۰۱۴       |                                                 |
| ۲۷    | ۲ سپتامبر ۲۰۱۱ | تهران             | ۱۱۱      | اندونزی                     | ۳–۰   | مقدماتی جام جهانی ۲۰۱۴       |                                                 |
| ۲۸    | ۵ اکتبر ۲۰۱۱   | تهران             | ۱۱۳      | فلسطین                      | ۷–۰   | دوستانه                      |                                                 |
| ۲۹    | ۱۵ نوامبر ۲۰۱۱ | جاکارتا           | ۱۱۶      | اندونزی                     | ۴–۱   | مقدماتی جام جهانی ۲۰۱۴       |                                                 |
| ۳۰    | ۱۶ اکتبر ۲۰۱۱  | تهران             | ۱۲۴      | کرهٔ جنوبی                   | ۱–۰   | مقدماتی جام جهانی ۲۰۱۴       |                                                 |
| ۳۱    | ۶ فوریه ۲۰۱۳   | تهران             | ۱۲۶      | لبنان                       | ۵–۰   | مقدماتی جام ملت‌های آسیا ۲۰۱۵ |                                                 |
| ۳۲    | ۶ فوریه ۲۰۱۳   | تهران             | ۱۲۶      | لبنان                       | ۵–۰   | مقدماتی جام ملت‌های آسیا ۲۰۱۵ |                                                 |
| ۳۳    | ۶ فوریه ۲۰۱۳   | تهران             | ۱۲۶      | لبنان                       | ۵–۰   | مقدماتی جام ملت‌های آسیا ۲۰۱۵ |                                                 |
| ۳۴    | ۱۱ ژوئن ۲۰۱۳   | تهران             | ۱۲۹      | لبنان                       | ۴–۰   | مقدماتی جام جهانی ۲۰۱۴       |                                                 |
| ۳۵    | ۱۱ ژوئن ۲۰۱۳   | تهران             | ۱۲۹      | لبنان                       | ۴–۰   | مقدماتی جام جهانی ۲۰۱۴       |                                                 |
| ۳۶    | ۲۰ نوامبر ۲۰۱۳ | بیروت             | ۱۳۳      | لبنان                       | ۴–۱   | مقدماتی جام ملت‌های آسیا ۲۰۱۵ |                                                 |
| ۳۷    | ۲۶ مارس ۲۰۱۵   | زانکت پولتن       | ۱۴۸      | شیلی                        | ۲–۰   | دوستانه                      |                                                 |
| ۳۸    | ۳۱ مارس ۲۰۱۵   | سولنا             | ۱۴۹      | سوئد                        | ۱–۳   | دوستانه                      |                                                 |

## آمار باشگاهی
تا تاریخ ۱۱ تیر ۱۳۹۵
| باشگاه         | فصل            | لیگ                   | لیگ  | لیگ | جام حذفی | جام حذفی | قاره‌ای | قاره‌ای | مجموع | مجموع |
| باشگاه         | فصل            | دسته                  | بازی | گل  | بازی     | گل       | بازی   | گل     | بازی  | گل    |
| -------------- | -------------- | --------------------- | ---- | --- | -------- | -------- | ------ | ------ | ----- | ----- |
| پاس            | ۱۹۹۹–۹۸        | لیگ آزادگان           | ۲۲   | ۲   | ۰        | ۰        | _      | _      | ۲۲    | ۲     |
| پاس            | ۲۰۰۰–۹۹        | لیگ آزادگان           | ۲۴   | ۵   | ۰        | ۰        | _      | _      | ۲۴    | ۵     |
| پاس            | ۲۰۰۱–۰۰        | لیگ آزادگان           | ۲۱   | ۵   | ۰        | ۰        | _      | _      | ۲۱    | ۵     |
| پاس            | ۲۰۰۲–۰۱        | لیگ برتر فوتبال ایران | ۲۵   | ۴   | ۰        | ۰        | _      | _      | ۲۵    | ۴     |
| پاس            | ۲۰۰۳–۰۲        | لیگ برتر فوتبال ایران | ۲۵   | ۷   | ۰        | ۰        | _      | _      | ۲۵    | ۷     |
| پاس            | ۲۰۰۴–۰۳        | لیگ برتر فوتبال ایران | ۲۵   | ۱۰  | ۰        | ۰        | _      | _      | ۲۵    | ۱     |
| پاس            | ۲۰۰۵–۲۰۰۴      | لیگ برتر فوتبال ایران | ۲۵   | ۹   | ۰        | ۰        | ۸      | ۴      | ۳۳    | ۱۳    |
| پاس            | ۲۰۰۶–۰۵        | لیگ برتر فوتبال ایران | ۱۲   | ۳   | ۰        | ۰        | _      | _      | ۱۲    | ۳     |
| مجموع پاس      | مجموع پاس      | مجموع پاس             | ۱۷۹  | ۴۵  | ۰        | ۰        | ۸      | ۴      | ۱۸۷   | ۴۹    |
| الوحده         | ۲۰۰۶–۰۵        | لیگ امارات            | ۱۱   | ۳   | ۰        | ۰        | _      | _      | ۱۱    | ۳     |
| مجموع الوحده   | مجموع الوحده   | مجموع الوحده          | ۱۱   | ۳   | ۰        | ۰        | _      | _      | ۱۱    | ۳     |
| الشارجه        | ۲۰۰۶–۰۵        | لیگ امارات            | ۱۱   | ۵   | ۳        | ۳        | _      | _      | ۱۴    | ۸     |
| مجموع الشارجه  | مجموع الشارجه  | مجموع الشارجه         | ۱۱   | ۵   | ۳        | ۳        | _      | _      | ۱۴    | ۸     |
| اوساسونا       | ۲۰۰۷–۰۶        | لالیگا                | ۲۴   | ۲   | ۳        | ۰        | ۱۲     | ۱      | ۳۹    | ۳     |
| اوساسونا       | ۲۰۰۸–۰۷        | لالیگا                | ۲    | ۰   | ۰        | ۰        | _      | _      | ۲     | ۰     |
| اوساسونا       | ۲۰۰۹–۰۸        | لالیگا                | ۳۵   | ۸   | ۲        | ۰        | _      | _      | ۳۷    | ۸     |
| اوساسونا       | ۲۰۰۹–۱۰        | لالیگا                | ۳۱   | ۳   | ۲        | ۰        | _      | _      | ۳۳    | ۳     |
| اوساسونا       | ۲۰۱۰–۱۱        | لالیگا                | ۲۶   | ۶   | ۲        | ۰        | _      | _      | ۲۸    | ۶     |
| اوساسونا       | ۲۰۱۱–۱۲        | لالیگا                | ۳۱   | ۵   | ۵        | ۱        | _      | _      | ۳۶    | ۶     |
| مجموع اوساسونا | مجموع اوساسونا | مجموع اوساسونا        | ۱۴۹  | ۲۴  | ۱۴       | ۱        | ۱۲     | ۱      | ۱۷۵   | ۶     |
| استقلال        | ۲۰۱۲–۱۳        | لیگ برتر              | ۲۷   | ۵   | ۴        | ۱        | ۸      | ۳      | ۳۹    | ۹     |
| استقلال        | ۲۰۱۳–۱۴        | لیگ برتر              | ۱۷   | ۳   | ۱        | ۰        | ۳      | ۰      | ۲۱    | ۱     |
| مجموع استقلال  | مجموع استقلال  | مجموع استقلال         | ۴۴   | ۸   | ۵        | ۱        | ۱۱     | ۳      | ۶۰    | ۱۲    |
| الکویت         | ۲۰۱۳–۱۴        | لیگ کویت              | ۱۱   | ۱   | ۲        | ۱        | ۶      | ۳      | ۱۹    | ۵     |
| مجموع الکویت   | مجموع الکویت   | مجموع الکویت          | ۱۱   | ۱   | ۲        | ۱        | ۶      | ۳      | ۱۹    | ۵     |
| اوساسونا       | ۲۰۱۴–۱۵        | سگوندا دیویسیون       | ۲۲   | ۵   | ۱        | ۰        | _      | _      | ۲۳    | ۵     |
| مجموع اوساسونا | مجموع اوساسونا | مجموع اوساسونا        | ۲۲   | ۵   | ۱        | ۰        | _      | _      | ۲۳    | ۵     |
| سایپا          | ۲۰۱۵–۱۶        | لیگ برتر              | ۱۵   | ۳   | ۳        | ۰        | _      | _      | ۱۸    | ۳     |
| مجموع سایپا    | مجموع سایپا    | مجموع سایپا           | ۱۵   | ۳   | ۳        | ۰        | _      | _      | ۱۸    | ۳     |
| العربی         | ۲۰۱۵–۱۶        | لیگ ستارگان           | ۱۱   | ۱   | ۱        | ۰        | _      | _      | ۱۲    | ۱     |
| مجموع العربی   | مجموع العربی   | مجموع العربی          | ۱۱   | ۱   | ۱        | ۰        | _      | _      | ۱۲    | ۱     |
| مجموع          | مجموع          | مجموع                 | ۴۵۳  | ۹۵  | ۲۹       | ۶        | ۳۷     | ۱۱     | ۵۱۹   | ۱۱۲   |

## حاشیه‌ها

### شکایت از هکر
در شهریور سال ۱۳۸۸ وب‌سایت باشگاه اوساسونا در خبری مدعی شد که قرارداد جواد نکونام و مسعود شجاعی، دو بازیکن ایرانی خود را به دلیل درگیری در یک کلوب شبانه فسخ کرده است.
پس از این خبر؛ باشگاه اوساسونا به‌طور رسمی از دو بازیکن ایرانی خود عذرخواهی کرد و علت این اتفاق را هک شدن وبگاه رسمی باشگاه دانست.
پس از مدتی با شکایت نکونام و شجاعی، پلیس اسپانیا؛ هکر را دستگیر کرد.

### مچ‌بند سبز
در آخرین دیدار تیم ملی فوتبال ایران در مرحله مقدماتی جام جهانی ۲۰۱۰ آفریقای جنوبی در برابر تیم ملی فوتبال کره جنوبی، جواد نکونام و تعدادی از بازیکنان دیگر تیم ملی ایران با مچ‌بند سبز وارد زمین بازی شدند، در حالی که در آن زمان رنگ سبز به عنوان نماد تبلیغاتی یکی از کاندیدهای دهمین دوره انتخابات ریاست جمهوری ایران بود. این اتفاق بازتاب گسترده‌ای در رسانه‌های بین‌المللی و هچنین داخلی ایران داشت.
در بین دونیمه این دیدار، مهدی تاج نایب رئیس وقت فدراسیون فوتبال ایران، با اطلاع از جوی که بلافاصله در شبکه‌های مجازی راه افتاده بود از بازیکنان درخواست کرد تا این دست بندها را باز کنند.

#### پیش از بازگشت به اسپانیا
پس از جام جهانی ۲۰۱۴ برزیل و در حالی که نکونام انتظار داشت باشگاه استقلال وی را به خدمت بگیرد و زمانی که هیچ‌کدام از تیم‌های داخلی برای خرید وی علاقه‌ای نشان نداد، وی در مصاحبه‌ای با روزنامه خبر ورزشی (مورخ ۵ مرداد ۱۳۹۳) از تلاش امیر قلعه‌نویی برای گرفتن جای کارلوس کیروش (سرمربی تیم ملی فوتبال ایران) صحبت کرد. وی در این مصاحبه مدعی شد امیر قلعه‌نویی پس از باخت استقلال در دربی هفتاد و پنجم از فرط خوشحالی رقصیده است!
امیر قلعه‌نویی نیز در واکنش به این اظهارات در جمع دوستانه‌ای عنوان داشت «همه نکونام را می‌شناسند. او از هر تیمی که بیرون آمده علیه مربیانش صحبت کرده و نیازی نیست من در موردش چیزی بگویم.» و سپس در مصاحبه با سایت رسمی باشگاه فوتبال استقلال تهران گفت:
 اگر امروز این بازیکن به استقلال برگشته بود، من الان بهترین آدم روی زمین بودم. برای این صحبت هم سند دارم. هواداران استقلال می‌توانند به مصاحبه این بازیکن بعد از اینکه به استقلال آمد یا بعد از مراسم توپ طلای آسیا مراجعه کنند تا متوجه این صحبت من بشوند. آن روز من مرد بودم و با معرفت و ایشان چند بار گفت که من به خاطر قلعه نویی به استقلال آمدم اما حالا همه چیز تغییر کرده است. جالب است که این بازیکن مدعی شده دو فصل قبل اتفاقهایی در تیم رخ داده است، من از هواداران می‌خواهم به این سئوال فکر کنند که چرا ایشان با این ادعاهایی که مطرح کرده در پایان فصلی که استقلال قهرمان شد، سکوت کرد و این اتهامات را مطرح نکرد و موقعی این حرفها را به زبان آورد که فصل پیش از استقلال جدا شد؟! با این وجود، بهترین پاسخ، زبان قانون است. ایشان باید به زودی در دادگاه قضایی مستندات خودش را دربارهٔ بحث جانشینی کی روش و شادی بعد از شکست استقلال در داربی و مسائل دیگر را ارائه بدهد و این چنین مشخص خواهد شد که چه کسی اخلاق را زیر پا می‌گذارد؟ !
 پس از این نکونام در واکنش به شکایت امیر قلعه‌نویی در مصاحبه با ایسنا اظهار داشت:
یکی از نکات تاریک فوتبال من این است که یکسال و نیم شاگرد شما در استقلال بودم و خیلی دیر این مسایل را فهمیدم. بنده افتخارم این است که شاگردی امثال شاهرخی، فرکی، ذولفقارنسب، پرویز ابوطالب، یاوری، ابراهیم قاسمپور و … را کرده‌ام نه شما! البته شما حق دارید در مورد من زیاد حرف بزنید چون مقابل آدم بزرگتر از خودت قرار گرفته‌اید. شما که در دوران بازیگری‌تان به اندازه شماره پیراهن من هم افتخار کسب نکرده‌اید! شما دو، سه تا مصاحبه کرده‌اید ولی هنوز نسبت به اقدام‌های دلال منشوری اعلام برائت نکرده‌اید. آیا این کارهایی که کرده را قبول دارید یا ندارید؟ بحث من اصلاً ماندن یا نماندن خودم در استقلال نبوده، چون خودتان می‌دانید که ادامه همکاری ما بعد از چنین ماجراهایی امکانپذیر نبود. حرف من این است که شما خبر داشتید دلال منشوری چه کار می‌کند یا نه؟ برای شما بد است که نزدیکترین افراد به شما این کارها را می‌کنند و خودتان متوجه نیستید. البته ایمان موسوی در مصاحبه‌اش گفت که شما می‌دانستید و واقعاً برای من سؤال است که اگر می‌دانستید برخوردی کردید یا نه؟
نکونام در جریان این درگیری‌های لفظی نیز در صفحه رسمی خود در اینستاگرام عکسهایی از خود به همراه سید مهدی رحمتی و فرهاد مجیدی که به عنوان مخالفان امیر قلعه‌نویی شناخته می‌شدند منتشر کرد. که البته با واکنش تند هواداران استقلال همراه شد.
البته نکونام و قلعه نویی در سال بعد با وساطت آرش برهانی و شاهرخ بیانی در دادسرای دولت و نیز وساطت سعید عرب مشکلاتشان بایکدیگر بر طرف شد و این دو با هم آشتی کردند.

#### خداحافظی از فوتبال
جواد نکونام با انتشار بیانیه‌ای در تاریخ ۲۵ تیر ۱۳۹۵ به صورت رسمی از فوتبال خداحافظی کرد. او در مصاحبه ای اعلام کرد: «برای هیچ فوتبالیستی شیرین تر از این نیست که با پیراهن تیم محبوبش خداحافظی کند، ولی افسوس که نگذاشتند…». او گفت: «زمانیکه این فرصت پیش آمد برای پیوستن به استقلال به پیشنهاد ۵ میلیون دلاری الغرافه جواب رد دادم به استقلال پیوستم و با تیم قهرمان لیگ شدم ولی افسوس که نگذاشتند در تیم محبوبم بمانم.» وی در پاسخ به سؤال مجری که پرسید اگر به گذشته برگردی باز هم به استقلال می‌روی با لحنی کنایه آمیز و مبهم گفت: «صد در صد باز به استقلال می‌روم با این تفاوت که اینبار دیگر می‌دانم چگونه رفتار کنم».